# Darko Suvin
Darko Ronald Suvin, FRSC (n. 19 iulie 1930) este un academician și critic evreu născut în Iugoslavia, care a ajuns profesor la Universitatea McGill din Montreal — acum profesor emerit. S-a născut în Zagreb, Iugoslavia (acum capitala Croației) și după ce a predat la catedra de literatură comparată de la Universitatea din Zagreb University, s-a mutat în Canada în 1968.
Este cel mai bine cunoscut pentru câteva lucrări importante de criticism și istorie literară dedicate literaturii științifico-fantastice. Este editor al Science-Fiction Studies (mai târziu redenumite Science Fiction Studies) din 1973 până în 1980. După ce s-a retras de la McGill în 1999, el s-a mutat în Lucca, Italia. Este membru al Royal Society of Canada (Academy of Humanities and Social Sciences).
În 2009, a primit premiul croat SFera pentru contribuțiile sale de o viață în domeniul SF. Este membru al asociațiilor croate de scriitori: Croatian Writers Society (HDP), și Croatian Writers' Association (DHK).

## Lucrări
- Dva vida dramaturgije: eseji o teatarskoj viziji (Zagreb, 1964)
- Od Lukijana do Lunjika (Zagreb 1965). Теория научной фантастики, в английском переводе вышла под названием «Metamorphoses of Science Fiction».
- Other Worlds, Other Seas: Science-Fiction Stories from Socialist Countries (1970).
- Uvod u Brechta (Zagreb 1970).
- Russian Science Fiction, 1956—1970: A Bibliography (1971).
- Andere Welten, andere Meere (1972).
- Autres mondes, autres mers (1973)
- Science-Fiction Studies: Selected Articles on Science Fiction, 1973—1975 (1976).
- Dramatika Iva Vojnovića: geneza i struktura (Dubrovnik, Vol. 20, 1977, issue 5-6).
- Pour une poétique de la science-fiction : études en théorie et en histoire d’un genre littéraire (Montreal 1977).
- H. G. Wells and Modern Science Fiction (1977) — edited by Darko Suvin, with Robert M. Philmus.
- Science-Fiction Studies: Selected Articles on Science Fiction, 1976—1977 (1978) — editor with R. D. Mullen.
- Metamorphoses of Science Fiction: On the Poetics and History of a Literary Genre (1979)
- Poetik und Science Fiction. Zur Theorie einer literarischen Gattung (1979).
- Victorian Science Fiction in the UK: The Discourses of Knowledge and Power (1983).
- To Brecht and Beyond: Soundings in Modern Dramaturgy (1984).
- The Long March, Notes on the Way 1981—1984, Poems (1987).
- Positions and Presuppositions in Science Fiction (1988).
- «Mutsûra.» (Discours social/Social discourse, 1, no. 3, 1988, p. 355—356)
- Armirana Arkadija (Zagreb 1990) — сборник стихотворений на хорватском
- «Three poems doubting Mikhail Mikhailovich Sensei (or do they?).» (Discours social/Social discourse 3, no. 1/2, 1990, p. i-iv).
- «And yet : seesaws, pivots, and parentheses : reflections on two voices of translation discourse a propos of a haiku by Issa.» (Discours Social/Social Discourse 5, no. 3/4, 1993, p. 55-79).
- «Polity or disaster : from individualist self toward personal valencies and collective subjects.» (Discours Social/Social Discourse 6, no. 1/2, 1994, p. 181—210).
- Lessons of Japan: Assayings of Some Intercultural Stances (1997).
- US Science Fiction and War/Militarism (Fictions, Studi sulla narrativita, Anno III, Pisa 2004, issue 3: 1-166).
- Gdje smo? Kuda idemo? Za političku epistemologiju spasa: eseji za orijentaciju i djelovanje u oskudnom vremenu (Zagreb 2006).
- "«Of Starship Troopers and Refuseniks: War and Militarism in US Science Fiction», Part 2 («1975-2001: Post-Fordism, and Some Conclusions») printed in Extrapolation, 48.1 (2007): 9-34; Part 1 («1945-1974: Fordism»), in D.M. Hassler and C. Wilcox (eds.), New Boundaries in Political Science Fiction, University of South Carolina Press, 2008, 115—144.
- «Spoznaja, sloboda, The Dispossessed kao klasik» (In: Ubiq, Zagreb 2008, No. 2).
- Naučna fantastika, spoznaja, sloboda (Belgrade 2009).
- Defined by a Hollow: Essays on Utopia, Science Fiction and Political Epistemology (Peter Lang Verlagsgruppe, 2010) — preface by Phillip Wegner.